# Марко Груїч
Марко Груїч (серб. Marko Grujić, нар. 13 квітня 1996, Белград, СФРЮ) — сербський футболіст, центральний півзахисник збірної Сербії та англійського «Ліверпуля», виступає на правах оренди за «Порту».

## Клубна кар'єра
Вихованець футбольної школи клубу «Црвена Звезда», пройшов усі вікові категорії і був капітаном. Дебютував в першій команді 26 травня 2013 року, в матчі Суперліги Сербії проти «Воєводини». У 2014 році також грав на правах оренди за «Колубару».
В січні 2015 року повідомлялося про те, що «Црвена Звезда» відхилила пропозицію «Роми» про купівлю Груїча, а навесні «Гамбург» пропонував за нього півтора мільйона євро. Груїч у підсумку підписав новий контракт з белградським клубом до 2018 року, хоча інтерес до футболіста також проявляли «Бенфіка» та «Сампдорія». Натомість Марко лишився в рідному клубі і був частиною безпрецедентної серії «Црвени Звезди», оскільки клуб встановив новий рекорд за кількістю послідовних перемог (19 поспіль), закінчивши першу половину сезону 2015/16 без поразок.
23 грудня 2015 року було оголошено про те, що «Црвена Звезда» прийняла пропозицію англійського «Ліверпуля» про купівлю Груїча за 5,1 млн фунтів. Однак у той же день батько футболіста заявив, що він не допустить переїзду Марко до Англії, для чого відібрав у сина паспорт.
Заступник Клоппа, Желько Бувач, вилетів у Белград, щоб поговорити з Груїчем, і 6 січня 2016 року «Ліверпуль» офіційно повідомив про підписання п'ятирічного контракту з гравцем. За умовами операції в сезоні 2015/16 Груїч продовжив виступати за «Црвену Звезду», вигравши з командою чемпіонат Сербії, після чого 1 липня 2016 року приєднався до англійського клубу. Груїч став першим придбанням Юргена Клоппа на посаді тренера «Ліверпуля». Німецький фахівець зазначив, що Марко при високому зрості володіє хорошою швидкістю і технікою, може грати в пас або вести м'яч. Тим не менш у складі «червоних» серб закріпитись не зумів, зігравши за півтора року лише у 8 матчах Прем'єр-ліги, після чого 17 січня 2018 року був відданий в оренду до кінця сезону у «Кардіфф Сіті». З валлійською командою Марко зайняв друге місце у Чемпіоншипі та допоміг їй вийти у Прем'єр-лігу. З літа 2018 виступає на правах оренди в берлінській «Герті»: спочатку підписавши орендну угоду на сезон 2018/19, німецький клуб продовжив оренду ще на один сезон.

## Виступи за збірні
2011 року дебютував у складі юнацької збірної Сербії, взяв участь у 12 іграх на юнацькому рівні, відзначившись одним забитим голом.
З 2015 року залучався до складу молодіжної збірної Сербії. На переможному для молодіжної збірної Сербії чемпіонаті світу 2015 року зіграв у 5 матчах.
У травні 2016 року дебютував в офіційних матчах у складі національної збірної Сербії в товариській грі проти Кіпру (2:1).
Зі збірною поїхав на чемпіонат світу 2018 року у Росії.
| Дата       | Місто     | Господарі      | Результат | Гості   | Турнір           | Голи | Примітки |
| ---------- | --------- | -------------- | --------- | ------- | ---------------- | ---- | -------- |
| 25-5-2016  | Ужице     | Сербія         | 2 – 1     | Кіпр    | товариський матч | -    | 46'      |
| 31-5-2016  | Новий Сад | Сербія         | 3 – 1     | Ізраїль | товариський матч | -    | 46', 50' |
| 5-6-2016   | Монако    | Сербія         | 1 – 1     | Росія   | товариський матч | -    | 46'      |
| 14-11-2017 | Ульсан    | Південна Корея | 1 – 1     | Сербія  | товариський матч | -    |          |
| 23-3-2018  | Турин     | Сербія         | 1 – 2     | Марокко | товариський матч | -    | 67'      |
| 27-3-2018  | Лондон    | Нігерія        | 0 – 2     | Сербія  | товариський матч | -    | 65'      |
| 4-6-2018   | Грац      | Сербія         | 0 – 1     | Чилі    | товариський матч | -    |          |
| 9-6-2018   | Грац      | Сербія         | 5 – 1     | Болівія | товариський матч | -    | 63'      |
| Усього     |           | Матчів         | 8         |         | Голів            | 0    |          |

## Титули і досягнення
- Чемпіон Сербії: 2015–16
- Чемпіон світу (U-20): 2015
- Володар Суперкубка Португалії: 2020, 2022, 2024
- Чемпіон Португалії: 2021–22
- Володар Кубка Португалії: 2021–22, 2022–23, 2023–24
- Володар Кубка португальської ліги: 2022–23